# Elaphoglossum haynaldii
Elaphoglossum haynaldii là một loài thực vật có mạch trong họ Lomariopsidaceae. Loài này được (Sodiro) I. Losch mô tả khoa học đầu tiên năm 1950.